# Street (Mendip)
Street – wieś i civil parish w południowo-zachodniej Anglii, w hrabstwie Somerset, w dystrykcie (unitary authority) Somerset. Położone jest na równinie Somerset Levels na końcu wzgórz Polden Hills, trzy kilometry na zachód od Glastonbury. W 2001 roku wieś liczyła 11 066 mieszkańców.
Na obrzeżach miejscowości działają znane szkoły, m.in. koedukacyjna niezależna (ang. independent school) szkoła z internatem, założona przez Jacka Meyera (1905–1991), pedagoga i krykiecistę. Nosi nazwę Millfield. Jest jedną z pięciu brytyjskich szkół należących do stowarzyszenia „G20 Schools”. Wraz ze szkołą przygotowawczą ma ok. 1700 uczniów i zatrudnia 600 pracowników.

## Historia
Ośrodek istniał już w średniowieczu pod nazwą Lantokay, w Domesday Book z roku 1086 wymieniony pod nazwą Lega, istniejące dziś w formie Leigh. W czasach nowożytnych słynął z produkcji obuwia. Firma C&J Clark, która była najprężniejsza w tej dziedzinie, istnieje do dziś i dotąd ma siedzibę w Street, choć nie produkuje się tu obuwia. W 1935 roku Rollo John Oliver Meyer  („Jack”, „Boss”) w wynajętym od rodziny Clark „Millfield House” uruchomił szkołę. Pierwszymi uczniami było siedmiu indyjskich chłopców, z którymi wrócił z Indii (sześciu z nich było książętami). 

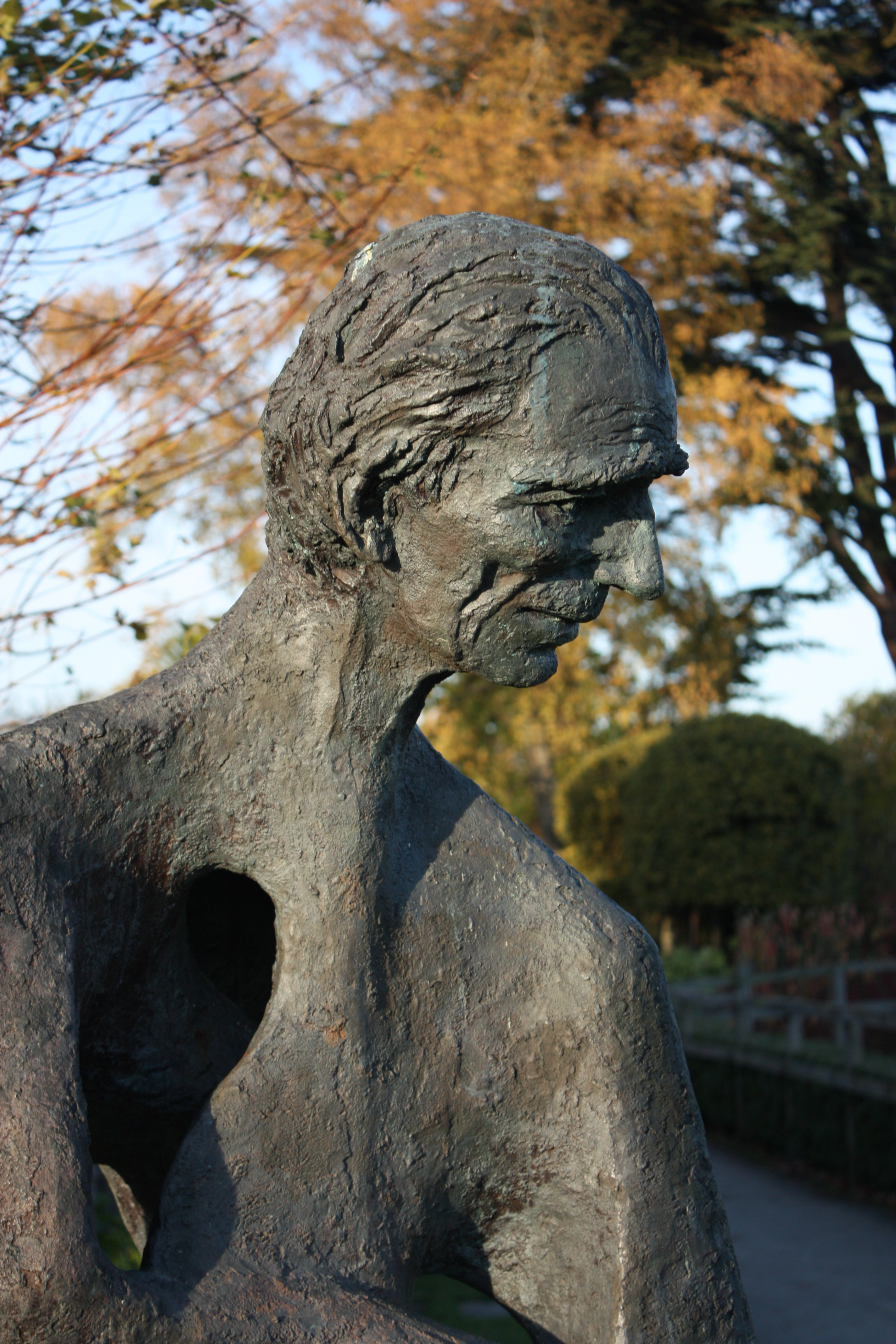
Popiersie założyciela szkoły Millfield
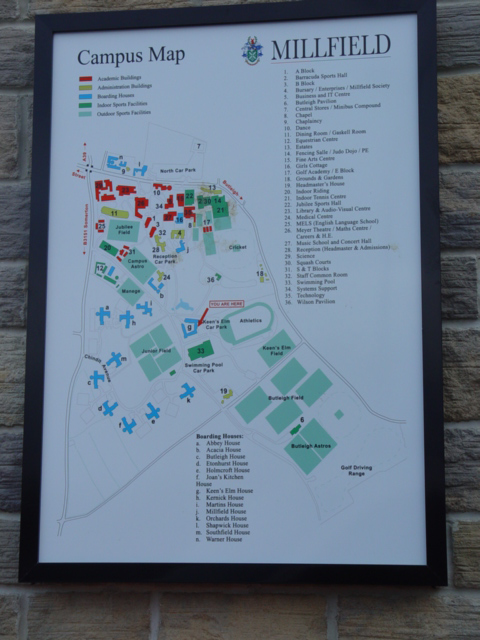
Rozmieszczenie obiektów szkolnych
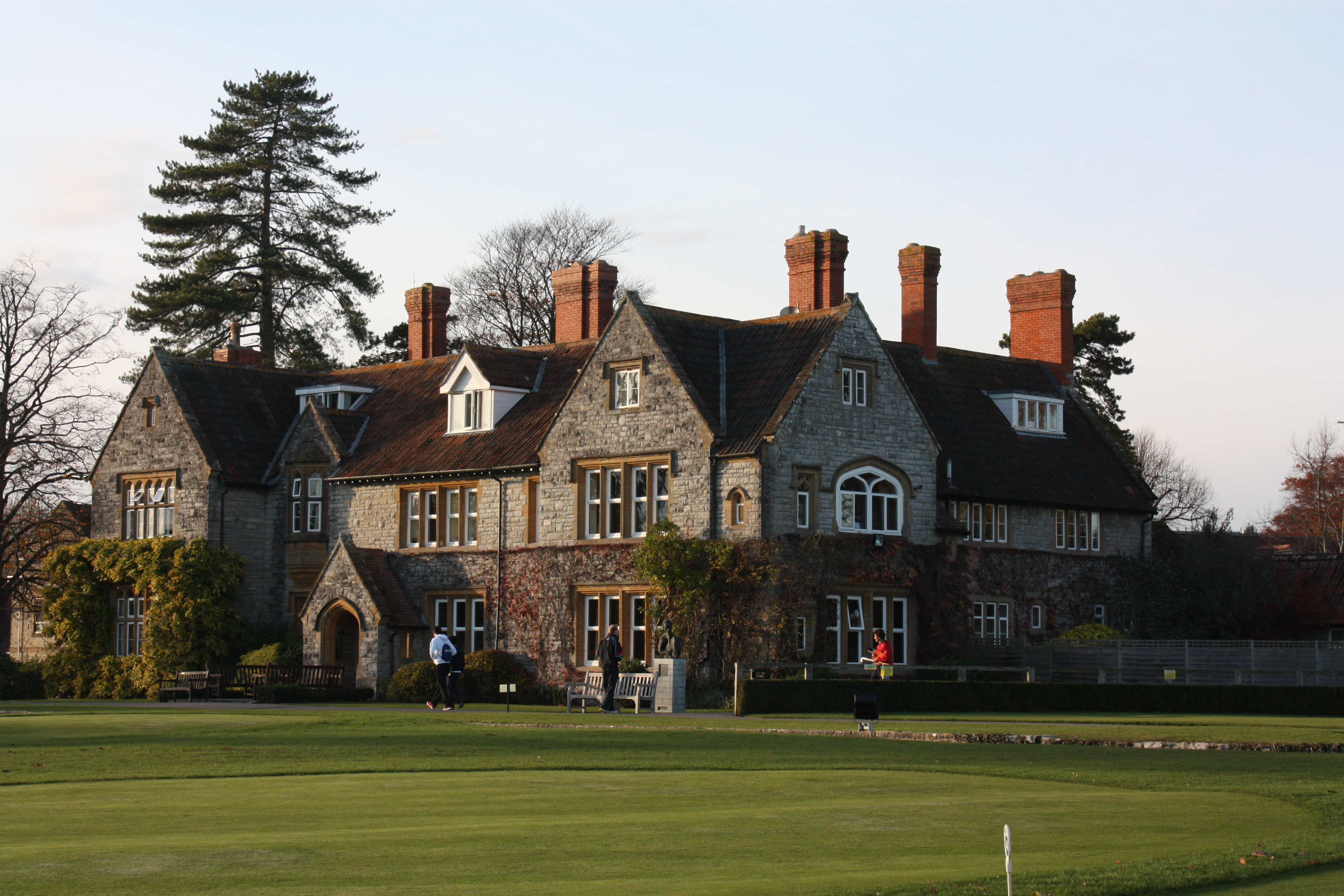
„Millfield House”

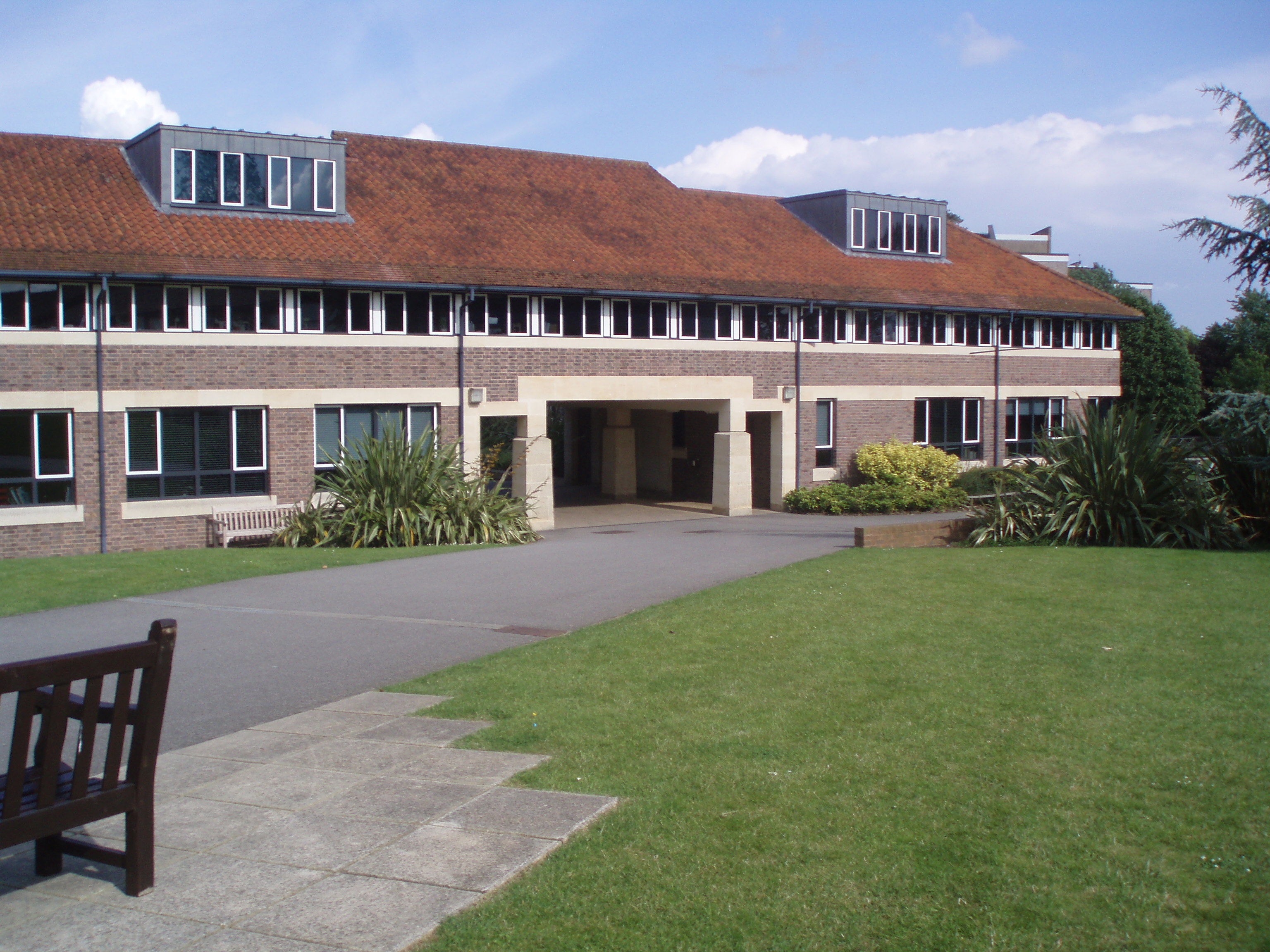
Nowy budynek matematyki
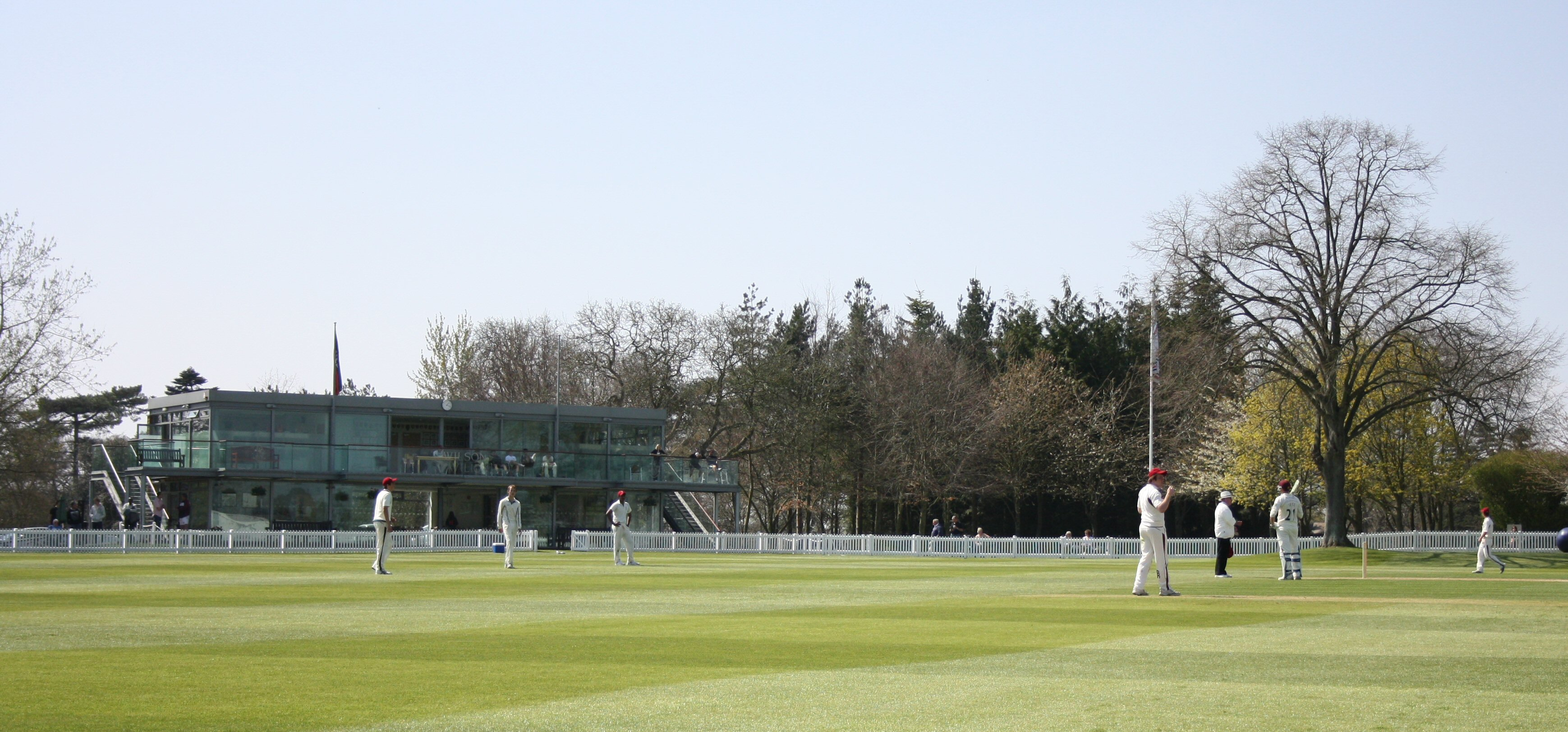
Szkolne boisko do krykieta
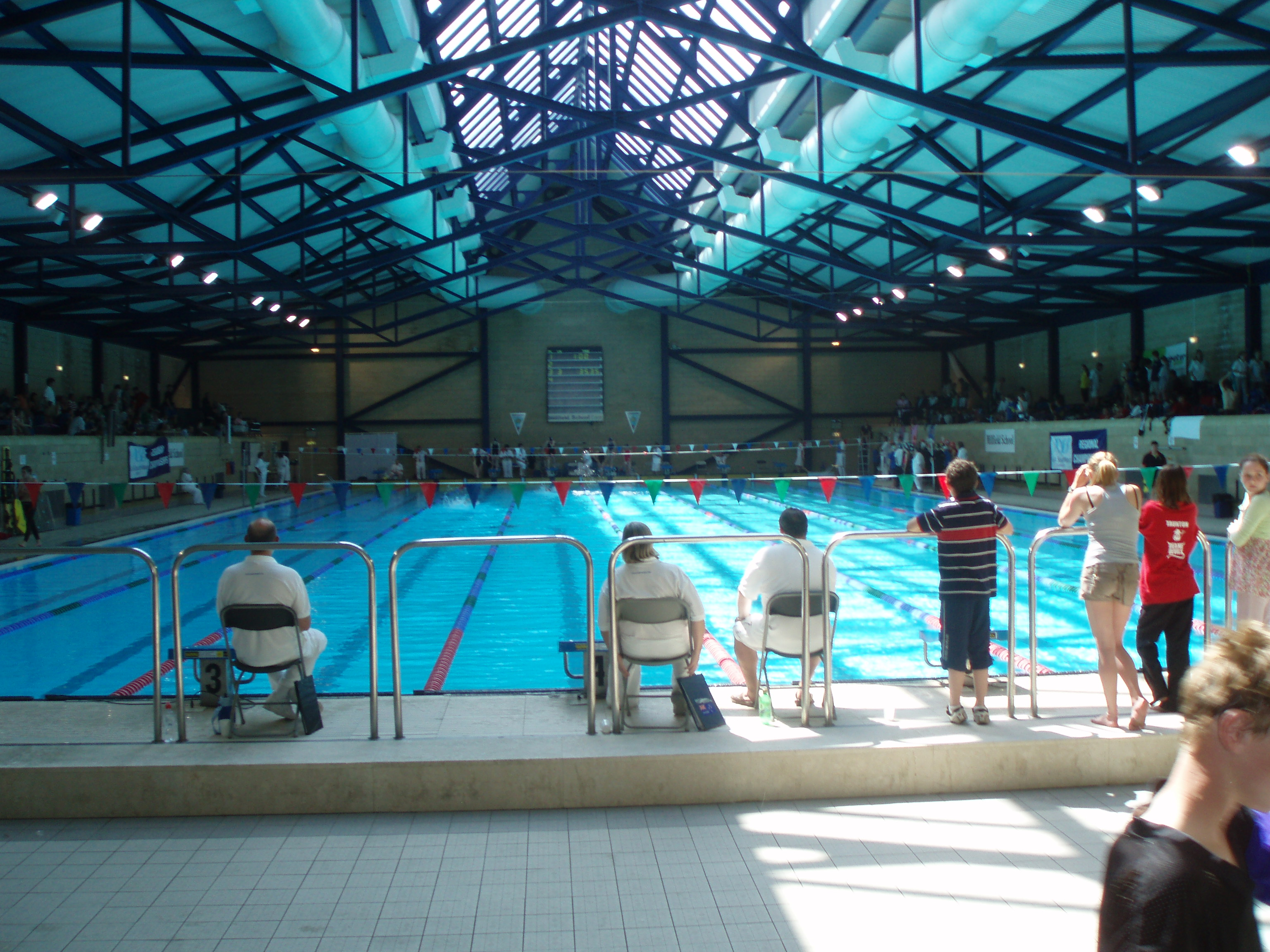
50-metrowy szkolny basen olimpijski